# Oligeria hemicalla
Oligeria hemicalla är en fjärilsart som beskrevs av Oswald Beltram Lower 1905. Oligeria hemicalla ingår i släktet Oligeria och familjen tofsspinnare. Inga underarter finns listade i Catalogue of Life.